# Кожечник-Подлесе
Кожечник-Подлесе (пол. Korzecznik-Podlesie, нім. Unterwalden) — село в Польщі, у гміні Баб'як Кольського повіту Великопольського воєводства.
Населення — 83 особи (2011).
У 1975-1998 роках село належало до Конінського воєводства.

## Демографія
Демографічна структура станом на 31 березня 2011 року:
|          | Загалом | Допрацездатний вік | Працездатний вік | Постпрацездатний вік |
| -------- | ------- | ------------------ | ---------------- | -------------------- |
| Чоловіки | 45      | 10                 | 30               | 5                    |
| Жінки    | 38      | 6                  | 20               | 12                   |
| Разом    | 83      | 16                 | 50               | 17                   |